# Вакер фон Вакенфельс, Иоганн Матвей
Йоханн Матвей Вакер фон Вакенфельс (нем. Johann Matthäus Wacker von Wackenfels, 1550, Констанц — 7 сентября 1619, Вена) — императорский советник, юрист, дипломат, поэт, доверенное лицо императора Рудольфа II.

## Биография
Родился в 1550 году в Констанце в протестантской семье из Силезии. Изучал юриспруденцию в университетах Страсбурга и Женевы, где получил рекомендацию от Теодора Беза к известному врачу Йоханна Крато фон Крафттхайму. Последний, в свою очередь, ввёл его в гуманистические круги Бреслау и представил при дворах, где служил придворным лекарем. По протекции Йоханна Крато и дипломата Губерт Ланге получил должность гофмейстера при одном из дворов. В 1574 году совершил путешествие из Вены в Италию, где познакомился с полиматом Якобом Монау и дипломатом Фабианом I фон Дона. В 1575 году получил степень доктора права в Падуанском университете. В качестве гувернёра сопровождал сына силезского банкира Николауса Редигера в его Гран-туре, сначала во Францию, потом в Неаполь. В 1576 году вернулся в Бреслау и стал советником имперского камерального суда. В 1580 году женился на Софии Полей (Sophie Poley), а после её смерти в 1592 году на католичке Катарине фон Тройло (Katharina Troilo), сестре каноника Николауса фон Тройло и золовке своей первой жены. В 1591 году начал представлять императора в силезском ландрате, в 1594 году был возведён в дворянское сословие и в 1597 году стал членом Надворного совета. Наряду с Йоханном Антоном Барвициусом был одним из ближайших советников Рудольфа II. В конфликте императора со своим братом эрцгерцогом Матвеем поддерживал первого, но сохранил своё положение в следующее царствование. Во время богемского восстания 1618 года спасался в нисском имении своей жены, затем бежал в Вену к императору, где и умер.
Во время своей жизни в Бреслау был членом местного гуманистического кружка, преимущественно состоявшего из протестантов. Среди его друзей были, помимо указанных выше, Каспар Кунрад, Андраш Дудич, Каспар Дорнау, Валенс Ацидалий и Даниэль Букретиус. Несмотря на свои протестантские симпатии, Вакер фон Вакенфельс исполнял дипломатические поручения императора и был советником католического епископа Нысы Андреаса фон Йерина. Чтобы избежать конфликта, Йоханн Матвей перешёл в католичество, не порывая, однако, со своими друзьями из противоположного религиозного лагеря, что было обычной практикой для учёных того времени. Обладая разносторонними научными и художественными интересами, Вакер фон Вакенфельс был главным посредником между императорским двором и художественной элитой империи. Особенно тесно он был связан с придворным математиком Иоганном Кеплером, крёстным отцом его третьего сына, историком Мельхиором Гольдастом и гравёром Эгидием Саделером. Кеплер посвятил ему свой труд «О шестиугольных снежинках» (1611).
Биографических сведений об Йоханне Матвее Вакер фон Вакенфельсе практически не сохранилось, и всё, что известно о нём, восстанавливается из разрозненной переписке, дипломатических и юридических источников. Также сохранился сборник его новолатинских стихов, хорошо известных современным ему поэтам. Им написана эпитафия англичанке Элизабет Джейн Уэстон (ум. 1612). Помимо Кеплера, свои произведения Вакер фон Вакенфельсу посвятил Авраам Ортелий («Karte von Utiopia», 1595) и многие другие.

## Труды
- Vota aulica super illustrissima ducum Saxoniae controversia de iure praecedentiae in dignitate et successione.